# Poules basses de la Ligue des champions masculine de l'EHF 2015-2016
Navigation
2014-2015 2016-2017
Cet article détaille les matchs de la Poule C et de la Poule D de la phase de groupe de la Ligue des champions 2015-2016 de handball organisée par la Fédération européenne de handball du 16 septembre 2015 au 6 mars 2016.
Les équipes terminant aux deux premières places de leur poule disputent des demi-finales de qualification en format croisé (le 1er d'une poule contre le 2e d'une autre), les équipes victorieuses se qualifiant pour les huitièmes de finale.

## Groupe C

### Classement
|   | Équipe              | Pts | J  | G | N | P | Bp  | Bc  | Diff | Dép      |  | Résultats (dom.\ext.) |       |       |       |       |       |       |
| - | ------------------- | --- | -- | - | - | - | --- | --- | ---- | -------- |  | --------------------- | ----- | ----- | ----- | ----- | ----- | ----- |
| 1 | HC Meshkov Brest    | 16  | 10 | 8 | 0 | 2 | 321 | 264 | 57   | /        |  | HC Meshkov Brest      |       | 31-33 | 34-27 | 32-26 | 34-22 | 32-26 |
| 2 | Naturhouse La Rioja | 14  | 10 | 7 | 0 | 3 | 298 | 270 | 28   | 2 p., +3 |  | Naturhouse La Rioja   | 28-32 |       | 30-23 | 30-26 | 31-22 | 37-29 |
| 3 | FC Porto            | 14  | 10 | 7 | 0 | 3 | 296 | 265 | 31   | 2 p., −3 |  | FC Porto              | 29-28 | 35-31 |       | 31-27 | 37-15 | 33-23 |
| 4 | Medvedi Tchekhov    | 8   | 10 | 4 | 0 | 6 | 271 | 292 | -21  | /        |  | Medvedi Tchekhov      | 27-33 | 27-26 | 30-29 |       | 34-30 | 29-28 |
| 5 | Vojvodina Novi Sad  | 4   | 10 | 2 | 0 | 8 | 241 | 297 | -56  | 2 p., +7 |  | Vojvodina Novi Sad    | 26-35 | 26-31 | 23-27 | 26-24 |       | 24-25 |
| 6 | HT Tatran Prešov    | 4   | 10 | 2 | 0 | 8 | 242 | 277 | -35  | 2 p., −7 |  | HT Tatran Prešov      | 20-30 | 19-21 | 24-25 | 27-21 | 19-27 |       |

| Légende liée au classement - Qualifié pour les Demi-finales de qualification - Éliminé de la compétition | Légende liée aux scores - Victoire à domicile - Défaite à domicile |

### Journée 1
| 17 septembre 2015 19h00 | Medvedi Tchekhov  | 27-26   | Naturhouse La Rioja | Tchekhov Affluence : 1 500 Arbitrage : Csaba Dobrovits, Peter Tajok |
| 17 septembre 2015 19h00 | Alexandre Kotov 6 | (13–13) | Cristian Malmagro 8 | Tchekhov Affluence : 1 500 Arbitrage : Csaba Dobrovits, Peter Tajok |
| 17 septembre 2015 19h00 | ×1 ×5             | Rapport | ×3 ×2               | Tchekhov Affluence : 1 500 Arbitrage : Csaba Dobrovits, Peter Tajok |

| 19 septembre 2015 16h00 | HC Meshkov Brest | 34-22   | Vojvodina Novi Sad   | Brest Affluence : 2 500 Arbitrage : Per Olesen, Claus Gramm Pedersen |
| 19 septembre 2015 16h00 | Trois joueurs 5  | (15-14) | Alexeï Rastvortsev 7 | Brest Affluence : 2 500 Arbitrage : Per Olesen, Claus Gramm Pedersen |
| 19 septembre 2015 16h00 | ×3               | Rapport | ×7 ×3 ×1             | Brest Affluence : 2 500 Arbitrage : Per Olesen, Claus Gramm Pedersen |

| 19 septembre 2015 17h30 | FC Porto               | 33-23   | HT Tatran Prešov | Porto Affluence : 1 151 Arbitrage : Radojko Brkic, Andrei Jusufhodzic |
| 19 septembre 2015 17h30 | Duarte, Cuni Morales 6 | (14-11) | Vasja Furlan 7   | Porto Affluence : 1 151 Arbitrage : Radojko Brkic, Andrei Jusufhodzic |
| 19 septembre 2015 17h30 | ×3 ×5                  | Rapport | ×3 ×5            | Porto Affluence : 1 151 Arbitrage : Radojko Brkic, Andrei Jusufhodzic |

### Journée 2
| 26 septembre 2015 19h00 | HT Tatran Prešov | 20-30   | HC Meshkov Brest | Prešov Affluence : 2 600 Arbitrage : Bogdan Nicolae Stark, Romeo Mihai Stefan |
| 26 septembre 2015 19h00 | Radoslav Antl 5  | (11-14) | Trois joueurs 4  | Prešov Affluence : 2 600 Arbitrage : Bogdan Nicolae Stark, Romeo Mihai Stefan |
| 26 septembre 2015 19h00 | ×3               | Rapport | ×3 ×4            | Prešov Affluence : 2 600 Arbitrage : Bogdan Nicolae Stark, Romeo Mihai Stefan |

| 26 septembre 2015 16h00 | Naturhouse La Rioja | 30-23   | FC Porto          | Logroño Affluence : 2 000 Arbitrage : Michael Johansson, Jasmin Kliko |
| 26 septembre 2015 16h00 | Cristian Malmagro 8 | (10-12) | Gilberto Duarte 5 | Logroño Affluence : 2 000 Arbitrage : Michael Johansson, Jasmin Kliko |
| 26 septembre 2015 16h00 | ×4 ×3               | Rapport | ×5 ×3             | Logroño Affluence : 2 000 Arbitrage : Michael Johansson, Jasmin Kliko |

| 26 octobre 2015 17h30 | Vojvodina Novi Sad  | 26-24   | Medvedi Tchekhov   | Novi Sad Affluence : 1 500 Arbitrage : Duarte Santos, Ricardo Fonseca |
| 26 octobre 2015 17h30 | Filip Marjanovic 11 | (12-13) | Dimitri Kovalev 10 | Novi Sad Affluence : 1 500 Arbitrage : Duarte Santos, Ricardo Fonseca |
| 26 octobre 2015 17h30 | ×5 ×3               | Rapport | ×5 ×3              | Novi Sad Affluence : 1 500 Arbitrage : Duarte Santos, Ricardo Fonseca |

### Journée 3
| 1 octobre 2015 19h00 | Medvedi Tchekhov  | 27-33   | HC Meshkov Brest    | Tchekhov Affluence : 1 460 Arbitrage : Fabian Baumgart, Sascha Wild |
| 1 octobre 2015 19h00 | Alexandre Kotov 6 | (14-17) | Rastko Stojković 10 | Tchekhov Affluence : 1 460 Arbitrage : Fabian Baumgart, Sascha Wild |
| 1 octobre 2015 19h00 | ×2 ×3             | Rapport | ×2 ×3               | Tchekhov Affluence : 1 460 Arbitrage : Fabian Baumgart, Sascha Wild |

| 3 octobre 2015 17h30 | Vojvodina Novi Sad | 23-27   | FC Porto        | Novi Sad Affluence : 4 000 Arbitrage : Csaba Kekes, Pal Kekes |
| 3 octobre 2015 17h30 | Zoran Nikolić 6    | (8-14)  | Duarte, Areia 5 | Novi Sad Affluence : 4 000 Arbitrage : Csaba Kekes, Pal Kekes |
| 3 octobre 2015 17h30 | ×3 ×4              | Rapport | ×3 ×5           | Novi Sad Affluence : 4 000 Arbitrage : Csaba Kekes, Pal Kekes |

| 3 octobre 2015 16h00 | Naturhouse La Rioja      | 37-29   | HT Tatran Prešov | Logroño Affluence : 2 000 Arbitrage : Ivan Pavicevic, Milos Raznatovic |
| 3 octobre 2015 16h00 | Ángel Fernández Pérez 14 | (22-15) | Antl, Sadovyi 8  | Logroño Affluence : 2 000 Arbitrage : Ivan Pavicevic, Milos Raznatovic |
| 3 octobre 2015 16h00 | ×3 ×4                    | Rapport | ×2 ×7 ×1         | Logroño Affluence : 2 000 Arbitrage : Ivan Pavicevic, Milos Raznatovic |

### Journée 4
| 7 octobre 2015 | HC Meshkov Brest | 31-33   | Naturhouse La Rioja | Brest Affluence : 3 000 Arbitrage : Slave Nikolov, Gjorgji Nachevski |
| 7 octobre 2015 | Pavel Atman 6    | (17-15) | Cristian Malmagro 9 | Brest Affluence : 3 000 Arbitrage : Slave Nikolov, Gjorgji Nachevski |
| 7 octobre 2015 | ×3               | Rapport | ×3 ×2               | Brest Affluence : 3 000 Arbitrage : Slave Nikolov, Gjorgji Nachevski |

| 10 octobre 2015 17h30 | HT Tatran Prešov | 19-27   | Vojvodina Novi Sad | Prešov Affluence : 1 227 Arbitrage : Mirza Kurtagic, Mattias Wetterwik |
| 10 octobre 2015 17h30 | Alexei Poskov 5  | (10-14) | Filip Marjanovic 7 | Prešov Affluence : 1 227 Arbitrage : Mirza Kurtagic, Mattias Wetterwik |
| 10 octobre 2015 17h30 | ×3 ×1            | Rapport | ×3 ×2              | Prešov Affluence : 1 227 Arbitrage : Mirza Kurtagic, Mattias Wetterwik |

| 10 octobre 2015 16h00 | FC Porto              | 31-27   | Medvedi Tchekhov         | Logroño Affluence : 2 000 Arbitrage : Stevann Pichon, Laurent Reveret |
| 10 octobre 2015 16h00 | Hugo Delgado Santos 7 | (12-14) | Dimitri Chelestsioukov 6 | Logroño Affluence : 2 000 Arbitrage : Stevann Pichon, Laurent Reveret |
| 10 octobre 2015 16h00 | ×3 ×7                 | Rapport | ×3 ×7                    | Logroño Affluence : 2 000 Arbitrage : Stevann Pichon, Laurent Reveret |

### Journée 5
| 17 octobre 2015 | FC Porto          | 29-28   | HC Meshkov Brest   | Porto Affluence : 2 012 Arbitrage : Jan Erik Leandersson, Mikael Lindroos |
| 17 octobre 2015 | Gilberto Duarte 5 | (16-11) | Rastko Stojković 9 | Porto Affluence : 2 012 Arbitrage : Jan Erik Leandersson, Mikael Lindroos |
| 17 octobre 2015 | ×3 ×6 ×1          | Rapport | ×5 ×3              | Porto Affluence : 2 012 Arbitrage : Jan Erik Leandersson, Mikael Lindroos |

| 17 octobre 2015 17h30 | Vojvodina Novi Sad               | 26-31   | Naturhouse La Rioja     | Novi Sad Affluence : 3 000 Arbitrage : Igor Covalciuc, Alexei Covalciuc |
| 17 octobre 2015 17h30 | Zoran Nikolić, Bojan Todorović 5 | (11-16) | Ángel Fernández Pérez 7 | Novi Sad Affluence : 3 000 Arbitrage : Igor Covalciuc, Alexei Covalciuc |
| 17 octobre 2015 17h30 | ×2                               | Rapport | ×3                      | Novi Sad Affluence : 3 000 Arbitrage : Igor Covalciuc, Alexei Covalciuc |

| 18 octobre 2015 16h00 | HT Tatran Prešov | 27-21   | Medvedi Tchekhov   | Prešov Affluence : 2 100 Arbitrage : Ferenc Bonifert, Victor Olàh |
| 18 octobre 2015 16h00 | Jakub Hrstka 8   | (12-12) | Dimitri Kovalev 10 | Prešov Affluence : 2 100 Arbitrage : Ferenc Bonifert, Victor Olàh |
| 18 octobre 2015 16h00 | ×2 ×3            | Rapport | ×1 ×6              | Prešov Affluence : 2 100 Arbitrage : Ferenc Bonifert, Victor Olàh |

### Journée 6
| 22 octobre 2015 | Medvedi Tchekhov  | 29-28   | HT Tatran Prešov | Tchekhov Affluence : 1 200 Arbitrage : Sorin-Laurentiu Dinu, Constantin Din |
| 22 octobre 2015 | Dimitri Kovalev 6 | (15-15) | Jakub Hrstka 8   | Tchekhov Affluence : 1 200 Arbitrage : Sorin-Laurentiu Dinu, Constantin Din |
| 22 octobre 2015 | ×3 ×6             | Rapport | ×3 ×4            | Tchekhov Affluence : 1 200 Arbitrage : Sorin-Laurentiu Dinu, Constantin Din |

| 24 octobre 2015 17h30 | HC Meshkov Brest                       | 34-27   | FC Porto            | Brest Affluence : 2 500 Arbitrage : Vaidas Madezka, Mindaugas Gadelis |
| 24 octobre 2015 17h30 | Dimitri Nikulenkau, Rastko Stojković 6 | (17-12) | Yoel Cuni Morales 7 | Brest Affluence : 2 500 Arbitrage : Vaidas Madezka, Mindaugas Gadelis |
| 24 octobre 2015 17h30 | ×3 ×4                                  | Rapport | ×3 ×4 ×1            | Brest Affluence : 2 500 Arbitrage : Vaidas Madezka, Mindaugas Gadelis |

| 24 octobre 2015 16h00 | Naturhouse La Rioja | 31-22   | Vojvodina Novi Sad | Logroño Affluence : 2 000 Arbitrage : Bartos Leszczynski, Marcin Piechota |
| 24 octobre 2015 16h00 | Cristian Malmagro 8 | (15-9)  | Milos Orbović 5    | Logroño Affluence : 2 000 Arbitrage : Bartos Leszczynski, Marcin Piechota |
| 24 octobre 2015 16h00 | ×3 ×2               | Rapport | ×3 ×4              | Logroño Affluence : 2 000 Arbitrage : Bartos Leszczynski, Marcin Piechota |

## Groupe D

### Classement
|   | Équipe               | Pts | J  | G | N | P | Bp  | Bc  | Diff |  | Résultats (dom.\ext.) |       |       |       |       |       |       |
| - | -------------------- | --- | -- | - | - | - | --- | --- | ---- |  | --------------------- | ----- | ----- | ----- | ----- | ----- | ----- |
| 1 | HC Motor Zaporijia   | 15  | 10 | 7 | 1 | 2 | 296 | 277 | 19   |  | HC Motor Zaporijia    |       | 31-26 | 31-23 | 25-23 | 33-30 | 30-24 |
| 2 | Skjern Håndbold      | 14  | 10 | 6 | 2 | 2 | 293 | 270 | 23   |  | Skjern Håndbold       | 36-36 |       | 25-29 | 32-28 | 34-29 | 20-19 |
| 3 | Kadetten Schaffhouse | 11  | 10 | 5 | 1 | 4 | 270 | 270 | 0    |  | Kadetten Schaffhouse  | 30-27 | 24-30 |       | 24-23 | 30-31 | 27-17 |
| 4 | HC Minaur Baia Mare  | 9   | 10 | 3 | 3 | 4 | 264 | 268 | -4   |  | HC Minaur Baia Mare   | 35-30 | 28-28 | 31-31 |       | 24-29 | 21-20 |
| 5 | Elverum Handball     | 7   | 10 | 3 | 1 | 6 | 274 | 289 | -15  |  | Elverum Handball      | 29-30 | 23-37 | 27-28 | 28-28 |       | 29-23 |
| 6 | RK Metalurg Skopje   | 4   | 10 | 2 | 0 | 8 | 209 | 241 | -32  |  | RK Metalurg Skopje    | 21-23 | 24-25 | 28-24 | 21-23 | 22-19 |       |

| Légende liée au classement - Qualifié pour les Demi-finales de qualification - Éliminé de la compétition | Légende liée aux scores - Victoire à domicile - Match nul - Défaite à domicile |

### Journée 1
| 17 octobre 2015 | Kadetten Schaffhouse | 30-31   | Elverum Handball | Schaffhouse Affluence : 1 050 Arbitrage : Andreu Martin Lorente, Ignacio Garcia Seradilla |
| 17 octobre 2015 | Manuel Liniger 8     | (15-16) | Luka Mitrović 9  | Schaffhouse Affluence : 1 050 Arbitrage : Andreu Martin Lorente, Ignacio Garcia Seradilla |
| 17 octobre 2015 | ×3 ×4                | Rapport | ×3 ×2            | Schaffhouse Affluence : 1 050 Arbitrage : Andreu Martin Lorente, Ignacio Garcia Seradilla |

| 20 septembre 2015 17h30 | Skjern Håndbold   | 32-28   | HC Minaur Baia Mare | Ringkøbing-Skjern Affluence : 2 247 Arbitrage : Bartosz Leszczynski, Marcin Piechota |
| 20 septembre 2015 17h30 | Lasse Mikkelsen 9 | (17-12) | Marius Sadoveac 8   | Ringkøbing-Skjern Affluence : 2 247 Arbitrage : Bartosz Leszczynski, Marcin Piechota |
| 20 septembre 2015 17h30 | ×3 ×4             | Rapport | ×3                  | Ringkøbing-Skjern Affluence : 2 247 Arbitrage : Bartosz Leszczynski, Marcin Piechota |

| 19 septembre 2015 16h00 | HC Motor Zaporijia | 30-24   | RK Metalurg Skopje | Brovary Affluence : 1 000 Arbitrage : Thierry Dentz, Denis Reibel |
| 19 septembre 2015 16h00 | Sergii Burka 9     | (13-9)  | Janko Božović 10   | Brovary Affluence : 1 000 Arbitrage : Thierry Dentz, Denis Reibel |
| 19 septembre 2015 16h00 | ×3                 | Rapport | ×3 ×4              | Brovary Affluence : 1 000 Arbitrage : Thierry Dentz, Denis Reibel |

### Journée 2
| 26 septembre 2015 | RK Metalurg Skopje | 28-24   | Kadetten Schaffhouse | Skopje Affluence : 3 500 Arbitrage : Igor Covalciuc, Alexei Covalciuc |
| 26 septembre 2015 | Janko Božović 8    | (15-11) | Gábor Császár 7      | Skopje Affluence : 3 500 Arbitrage : Igor Covalciuc, Alexei Covalciuc |
| 26 septembre 2015 | ×3 ×2              | Rapport | ×3 ×1                | Skopje Affluence : 3 500 Arbitrage : Igor Covalciuc, Alexei Covalciuc |

| 27 septembre 2015 17h30 | Elverum Handball | 23-37   | Skjern Håndbold                   | Elverum Affluence : 2 017 Arbitrage : Robert Schulze, Tobias Tönnies |
| 27 septembre 2015 17h30 | André Lindboe 9  | (12-18) | Lasse Mikkelsen, René Rasmussen 8 | Elverum Affluence : 2 017 Arbitrage : Robert Schulze, Tobias Tönnies |
| 27 septembre 2015 17h30 | ×2               | Rapport | ×3 ×6                             | Elverum Affluence : 2 017 Arbitrage : Robert Schulze, Tobias Tönnies |

| 27 septembre 2015 16h00 | HC Minaur Baia Mare | 35-30   | HC Motor Zaporijia                     | Baia Mare Affluence : 2 200 Arbitrage : Amar Konjicanin, Dino Konjicanin |
| 27 septembre 2015 16h00 | Tamás Iváncsik 11   | (18-14) | Aidenas Malašinskas, Barys Pukhouski 7 | Baia Mare Affluence : 2 200 Arbitrage : Amar Konjicanin, Dino Konjicanin |
| 27 septembre 2015 16h00 | ×3                  | Rapport | ×3                                     | Baia Mare Affluence : 2 200 Arbitrage : Amar Konjicanin, Dino Konjicanin |

### Journée 3
| 3 octobre 2015 | RK Metalurg Skopje | 22-19   | Elverum Handball | Skopje Affluence : 3 500 Arbitrage : Andrej Kaveshnikov , Petr Plotnikov |
| 3 octobre 2015 | Janko Božović 6    | (10-12) | Luka Mitrović    | Skopje Affluence : 3 500 Arbitrage : Andrej Kaveshnikov , Petr Plotnikov |
| 3 octobre 2015 | ×3 ×1              | Rapport | ×2 ×3            | Skopje Affluence : 3 500 Arbitrage : Andrej Kaveshnikov , Petr Plotnikov |

| 4 octobre 2015 17h30 | HC Motor Zaporijia    | 31-26   | Skjern Håndbold | Brovary Affluence : 1 800 Arbitrage : Miljan Vesovic, Novica Mitrovic |
| 4 octobre 2015 17h30 | Aidenas Malašinskas 8 | (15-13) | Bjarte Myrhol 5 | Brovary Affluence : 1 800 Arbitrage : Miljan Vesovic, Novica Mitrovic |
| 4 octobre 2015 17h30 | ×3 ×2                 | Rapport | ×3 ×2           | Brovary Affluence : 1 800 Arbitrage : Miljan Vesovic, Novica Mitrovic |

| 4 octobre 2015 16h00 | HC Minaur Baia Mare                    | 31-31   | Kadetten Schaffhouse | Baia Mare Affluence : 2 080 Arbitrage : Karim Gasmi, Raouf Gasmi |
| 4 octobre 2015 16h00 | Tamás Iváncsik, Vladislav Ostrouchko 8 | (16-18) | Manuel Linigrer 8    | Baia Mare Affluence : 2 080 Arbitrage : Karim Gasmi, Raouf Gasmi |
| 4 octobre 2015 16h00 | ×3 ×5                                  | Rapport | ×3 ×4                | Baia Mare Affluence : 2 080 Arbitrage : Karim Gasmi, Raouf Gasmi |

### Journée 4
| 8 octobre 2015 | Kadetten Schaffhouse | 30-27   | HC Motor Zaporijia  | Schaffhouse Affluence : 1 810 Arbitrage : Vaidas Mazeika , Mindaugas Gatelis |
| 8 octobre 2015 | Gábor Császár 14     | (15-8)  | Artem Kozakevitch 6 | Schaffhouse Affluence : 1 810 Arbitrage : Vaidas Mazeika , Mindaugas Gatelis |
| 8 octobre 2015 | ×2 ×7                | Rapport | ×3 ×5 ×1            | Schaffhouse Affluence : 1 810 Arbitrage : Vaidas Mazeika , Mindaugas Gatelis |

| 11 octobre 2015 17h30 | Skjern Håndbold | 20-19   | RK Metalurg Skopje | Ringkøbing-Skjern Affluence : 2 600 Arbitrage : Kursad Erdogan, Ibrahim Ördeniz |
| 11 octobre 2015 17h30 | Markus Olsson 6 | (8-10)  | Janko Božović 11   | Ringkøbing-Skjern Affluence : 2 600 Arbitrage : Kursad Erdogan, Ibrahim Ördeniz |
| 11 octobre 2015 17h30 | ×3              | Rapport | ×3 ×4              | Ringkøbing-Skjern Affluence : 2 600 Arbitrage : Kursad Erdogan, Ibrahim Ördeniz |

| 11 octobre 2015 16h00 | Elverum Handball | 28-28   | HC Minaur Baia Mare | Elverum Affluence : 1 479 Arbitrage : Peter Brunovski, Vladimir Canda |
| 11 octobre 2015 16h00 | André Lindboe 6  | (9-14)  | Ionut Ramba 6       | Elverum Affluence : 1 479 Arbitrage : Peter Brunovski, Vladimir Canda |
| 11 octobre 2015 16h00 | ×2 ×3            | Rapport | ×3                  | Elverum Affluence : 1 479 Arbitrage : Peter Brunovski, Vladimir Canda |

### Journée 5
| 15 octobre 2015 | Kadetten Schaffhouse | 24-30   | Skjern Håndbold | Schaffhouse Affluence : 2 260 Arbitrage : Fabian Baumgart , Sascha Wild |
| 15 octobre 2015 | Gábor Császár 11     | (13-12) | Bjarte Myrhol 6 | Schaffhouse Affluence : 2 260 Arbitrage : Fabian Baumgart , Sascha Wild |
| 15 octobre 2015 | ×3 ×4                | Rapport | ×3 ×5           | Schaffhouse Affluence : 2 260 Arbitrage : Fabian Baumgart , Sascha Wild |

| 18 octobre 2015 17h30 | HC Minaur Baia Mare | 21-20   | RK Metalurg Skopje | Baia Mare Affluence : 2 400 Arbitrage : Ivan Cacador, Eurico Nicolau |
| 18 octobre 2015 17h30 | Tamás Iváncsik 6    | (10-9)  | Janko Božović 8    | Baia Mare Affluence : 2 400 Arbitrage : Ivan Cacador, Eurico Nicolau |
| 18 octobre 2015 17h30 | ×3 ×2               | Rapport | ×3 ×1              | Baia Mare Affluence : 2 400 Arbitrage : Ivan Cacador, Eurico Nicolau |

| 18 octobre 2015 16h00 | Elverum Handball | 29-30   | HC Motor Zaporijia | Elverum Affluence : 1 559 Arbitrage : Peter Brunovski, Vladimir Canda |
| 18 octobre 2015 16h00 | André Lindboe 9  | (15-12) | Barys Pukhouski 11 | Elverum Affluence : 1 559 Arbitrage : Peter Brunovski, Vladimir Canda |
| 18 octobre 2015 16h00 | ×3               | Rapport | ×3 ×4 ×1           | Elverum Affluence : 1 559 Arbitrage : Peter Brunovski, Vladimir Canda |

### Journée 6
| 24 octobre 2015 | HC Motor Zaporijia                | 33-30   | Elverum Handball | Brovary Affluence : 1 800 Arbitrage : Aleksandar Pandzic , Ivan Mosorinski |
| 24 octobre 2015 | Sergii Burka, Sergueï Chelmenko 7 | (14-15) | Luka Mitrović 8  | Brovary Affluence : 1 800 Arbitrage : Aleksandar Pandzic , Ivan Mosorinski |
| 24 octobre 2015 | ×3 ×2                             | Rapport | ×3 ×4            | Brovary Affluence : 1 800 Arbitrage : Aleksandar Pandzic , Ivan Mosorinski |

| 25 octobre 2015 17h30 | Skjern Håndbold | 25-29   | Kadetten Schaffhouse | Ringkøbing-Skjern Affluence : 3 088 Arbitrage : Michalis Tzaferopoulos, Andreas Bethmann |
| 25 octobre 2015 17h30 | Markus Olsson 6 | (10-9)  | Manuel Liniger 7     | Ringkøbing-Skjern Affluence : 3 088 Arbitrage : Michalis Tzaferopoulos, Andreas Bethmann |
| 25 octobre 2015 17h30 | ×3 ×2           | Rapport | ×3                   | Ringkøbing-Skjern Affluence : 3 088 Arbitrage : Michalis Tzaferopoulos, Andreas Bethmann |

| 25 octobre 2015 16h00 | RK Metalurg Skopje | 21-23   | HC Minaur Baia Mare | Skopje Affluence : 4 500 Arbitrage : Csaba Kekes, Pàl Kekes |
| 25 octobre 2015 16h00 | Janko Božović 6    | (9-13)  | Quatre joueurs 4    | Skopje Affluence : 4 500 Arbitrage : Csaba Kekes, Pàl Kekes |
| 25 octobre 2015 16h00 | ×2 ×3              | Rapport | ×3 ×7 ×1            | Skopje Affluence : 4 500 Arbitrage : Csaba Kekes, Pàl Kekes |

## Demi-finales de qualification
Le vainqueur de chacune des deux demi-finales de qualification obtient sa qualification pour les huitièmes de finale. Les matchs allers se sont déroulés les 27 et 28 février et les matchs retours le 5 mars :
| Équipe              | Aller   | Total   | Retour  | Équipe             |
| ------------------- | ------- | ------- | ------- | ------------------ |
| Naturhouse La Rioja | 30 - 31 | 67 - 70 | 37 - 39 | HC Motor Zaporijia |
| Skjern Håndbold     | 31 - 31 | 54 - 58 | 23 - 27 | HC Meshkov Brest   |

Le HC Motor Zaporijia et le HC Meshkov Brest sont qualifiés pour les huitièmes de finale.